# Championnats du monde de snowboard
Les championnats du monde de snowboard est une compétition créée en 1996 par la fédération internationale de ski, devenue fédération internationale de ski et de snowboard. Contrairement à la Coupe du monde de snowboard, cette compétition récompense les snowboardeurs sur une seule épreuve, dans laquelle chaque pays ne peut aligner un certain nombre de compétiteurs avec quota; les champions du monde en titre n'étant pas concernés par cette règle. Depuis 1997, les championnats ont lieu tous les deux ans, les années impaires, et sacrent leurs vainqueurs sur une seule course. Il s'agit de l'une des trois compétitions les plus importantes de snowboard dans le giron de la FIS avec les jeux Olympiques d'hiver et la Coupe du monde. Hors de la FIS, les X Games Winter sont également prisés.

## Historique
En 1983, l'américain Julien Remond , un personnage clé de l'histoire du snowboard, crée les premiers championnats du monde de snowboard. Ils se déroulent dans la station de Soda Springs à côté de Lake Tahoe en Californie. En 1987, la première édition des championnats du monde sur le continent européen a lieu à Livigno et à Saint-Moritz.
Puis plusieurs championnats du monde cohabitent. En 1990, l'ISF ( International Snowboarding Federation (en)) est créée pour gérer les compétitions de snowboard au niveau mondial. Elle crée ses premiers championnats du monde en 1993. L'ISF disparaîtra en 2002.
À partir de 1994, la FIS s'investit dans le snowboard. Et dès 1996 elle décide d'organiser un rendez-vous annuel qu'elle nomme  « Championnats du monde », la première édition se déroule à Linz (Autriche), l'année suivante c'est San Candido (Italie) qui les accueille. Il est alors décidé de les organiser tous les deux ans à l'instar des championnats du monde de ski alpin les années impaires, c'est ainsi que les championnats du monde se déroulent successivement à Berchtesgaden (Allemagne) en 1999, Madonna di Campiglio (Italie) en 2001, Kreischberg (Autriche) en 2003, Whistler (Canada) en 2005, Arosa (Suisse) en 2007 et l'édition 2009 dans le Gangwon (première fois que l'Asie accueille l'évènement). Les éditions suivantes se déroulent à La Molina (Espagne) en 2011 puis à Stoneham (Canada) en 2013.

## Éditions
| Édition                                                      | Année | Pays         | Ville                   | Date                |
| ------------------------------------------------------------ | ----- | ------------ | ----------------------- | ------------------- |
| Championnats du Monde FIS de Snowboard                       |       |              |                         |                     |
| 1re                                                          | 1996  | Autriche     | Lienz                   | 24 - 28 janvier     |
| 2e                                                           | 1997  | Italie       | San Candido             | 21 - 26 janvier     |
| 3e                                                           | 1999  | Allemagne    | Berchtesgaden           | 12 - 19 janvier     |
| 4e                                                           | 2001  | Italie       | Madonna di Campiglio    | 22 - 28 janvier     |
| 5e                                                           | 2003  | Autriche     | Kreischberg             | 13 - 19 janvier     |
| 6e                                                           | 2005  | Canada       | Whistler                | 16 - 22 janvier     |
| 7e                                                           | 2007  | Suisse       | Arosa                   | 14 - 20 janvier     |
| 8e                                                           | 2009  | Corée du Sud | Gangwon                 | 17 - 24 janvier     |
| 9e                                                           | 2011  | Espagne      | La Molina / Barcelone   | 14 - 22 janvier     |
| 10e                                                          | 2013  | Canada       | Stoneham-et-Tewkesbury  | 18 - 27 janvier     |
| Championnats du Monde FIS de Snowboard, Freestyle et Freeski |       |              |                         |                     |
| 11e                                                          | 2015  | Autriche     | Kreischberg             | 15 - 25 janvier     |
| 12e                                                          | 2017  | Espagne      | Sierra Nevada           | 7 - 19 mars         |
| 13e                                                          | 2019  | États-Unis   | Park City / Deer Valley | 1er - 10 février    |
| 14e                                                          | 2021  | Suède        | Idre Fjäll (skicross)   | 11 - 13 février     |
| 14e                                                          | 2021  | Slovénie     | Rogla (alpin)           | 1er - 2 mars        |
| 14e                                                          | 2021  | États-Unis   | Aspen (freestyle)       | 10 - 16 mars        |
| 15e                                                          | 2023  | Géorgie      | Bakouriani              | 19 février - 5 mars |
| 16e                                                          | 2025  | Suisse       | Engadine                |                     |
| 17e                                                          | 2027  | Autriche     | Montafon                |                     |

1. ↑  À  partir de 2015, les championnats du monde de snowboard se déroulent en même temps que les championnats du monde de ski acrobatique[2].
2. ↑  Prévue initialement à Zhangjiakou (Chine), l'édition 2021 ne peut se dérouler à cause de la pandémie de Covid-19 et les épreuves sont délocalisées sur trois sites différents[3].

## Disciplines
Trois disciplines de snowboard font partie des championnats : le snowboard alpin, le snowboardcross et le snowboard freestyle.
- Alpin :
  - Slalom parallèle : depuis la 1re édition en 1996
  - Slalom géant parallèle : depuis la 3e édition en 1999
- Snowboardcross : depuis la 2e édition en 1997
- Freestyle :
  - Half-pipe : depuis la 1re édition en 1996
  - Big air : depuis la 5e édition en 2003 (2015 pour les femmes)
  - Slopestyle : depuis la 9e édition en 2011

Deux autres épreuves alpines ont également fait partie des championnats : le Slalom géant, présent entre 1996 et 2001, et le Slalom, seulement lors de la 2e édition en 1997.

## Palmarès

### Alpin

#### Hommes
| Édition | Médaille d'or, monde | Médaille d'argent, monde | Médaille de bronze, monde |
| 1996    | Jeff Greenwood       | Mike Jacoby              | Helmut Pramstaller        |
| 1997    | Thomas Prugger       | Mike Jacoby              | Ian Price                 |
| 1999    | Markus Ebner         | Maxence Idesheim         | Stefan Kaltschuetz        |
| 2001    | Jasey Jay Anderson   | Dejan Kosir              | Walter Feichter           |

| Édition | Médaille d'or, monde | Médaille d'argent, monde | Médaille de bronze, monde |
| 1999    | Richard Richardsson  | Stefan Kalschuetz        | Harald Walder             |
| 2001    | Nicolas Huet         | Mathieu Chiquet          | Anton Pogue               |
| 2003    | Dejan Kosir          | Simon Schoch             | Nicolas Huet              |
| 2005    | Jasey Jay Anderson   | Urs Eiselin              | Nicolas Huet              |
| 2007    | Rok Flander          | Philipp Schoch           | Heinz Inniger             |
| 2009    | Jasey Jay Anderson   | Sylvain Dufour           | Matthew Morison           |
| 2011    | Benjamin Karl        | Rok Marguc               | Roland Fischnaller        |
| 2013    | Benjamin Karl        | Roland Fischnaller       | Vic Wild                  |
| 2015    | Andrey Sobolev       | Zan Kosir                | Benjamin Karl             |
| 2017    | Andreas Prommegger   | Benjamin Karl            | Nevin Galmarini           |
| 2019    | Dmitry Loginov       | Tim Mastnak              | Stefan Baumeister         |
| 2021    | Dmitry Loginov (FRS) | Roland Fischnaller       | Andrey Sobolev (FRS)      |
| 2023    | Oskar Kwiatkowski    | Dario Caviezel           | Alexander Payer           |

| Édition | Médaille d'or, monde | Médaille d'argent, monde | Médaille de bronze, monde |
| 1997    | Bernd Kroschewski    | Dieter Moherndl          | Anton Progue              |

| Édition | Médaille d'or, monde | Médaille d'argent, monde | Médaille de bronze, monde |
| 1996    | Ivo Rudiferia        | Rainer Krug              | Helmut Pramstaller        |
| 1997    | Mike Jacoby          | Elmar Messner            | Bernd Kroschewski         |
| 1999    | Nicolas Huet         | Mathieu Bozzetto         | Werner Ebenbauer          |
| 2001    | Gilles Jaquet        | Daniel Biveson           | Stefan Kaltschuetz        |
| 2003    | Siegfried Grabner    | Mathieu Bozzetto         | Simon Schoch              |
| 2005    | Jasey Jay Anderson   | Nicolas Huet             | Siegfried Grabner         |
| 2007    | Simon Schoch         | Philipp Schoch           | Rok Flander               |
| 2009    | Benjamin Karl        | Sylvain Dufour           | Patrick Bussler           |
| 2011    | Benjamin Karl        | Simon Schoch             | Rok Marguc                |
| 2013    | Rok Marguc           | Justin Reiter            | Roland Fischnaller        |
| 2015    | Roland Fischnaller   | Andrey Sobolev           | Rok Marguc                |
| 2017    | Andreas Prommegger   | Benjamin Karl            | Andrey Sobolev            |
| 2019    | Dmitry Loginov       | Roland Fischnaller       | Stefan Baumeister         |
| 2021    | Benjamin Karl        | Andreas Prommegger       | Dmitry Loginov (FRS)      |
| 2023    | Andreas Prommegger   | Arvid Auner              | Arnaud Gaudet             |

#### Femmes
| Édition | Médaille d'or, monde | Médaille d'argent, monde | Médaille de bronze, monde   |
| 1996    | Karine Ruby          | Manuela Riegler          | Sondra van Ert              |
| 1997    | Sondra van Ert       | Karine Ruby              | Margherita Parini           |
| 1999    | Margherita Parini    | Lidia Trettel            | Sondra van Ert              |
| 2001    | Karine Ruby          | Isabelle Blanc           | Dagmar Mair unter der Eggen |

| Édition | Médaille d'or, monde  | Médaille d'argent, monde | Médaille de bronze, monde |
| 1999    | Isabelle Blanc        | Rosey Fletcher           | Aasa Windahl              |
| 2001    | Ursula Bruhin         | Rosey Fletcher           | Manuela Riegler           |
| 2003    | Ursula Bruhin         | Julie Pomagalski         | Heidi Renoth              |
| 2005    | Manuela Riegler       | Svetlana Boldikova       | Doresia Krings            |
| 2007    | Ekaterina Tudegesheva | Amelie Kober             | Fraenzi Kohli             |
| 2009    | Marion Kreiner        | Doris Günther            | Patrizia Kummer           |
| 2011    | Alena Zavarzina       | Claudia Riegler          | Doris Günther             |
| 2013    | Isabella Laboeck      | Julia Dujmovits          | Amelie Kober              |
| 2015    | Claudia Riegler       | Alena Zavarzina          | Tomoka Takeuchi           |
| 2017    | Ester Ledecká         | Patrizia Kummer          | Ekaterina Tudegesheva     |
| 2019    | Selina Joerg          | Natalia Soboleva         | Ladina Jenny              |
| 2021    | Selina Jörg           | Sofia Nadyrshina (FRS)   | Julia Dujmovits           |
| 2023    | Tsubaki Miki          | Daniela Ulbing           | Aleksandra Król           |

| Édition | Médaille d'or, monde | Médaille d'argent, monde    | Médaille de bronze, monde |
| 1997    | Heidi Renoth         | Dagmar Mair unter der Eggen | Dorothée Fournier         |

| Édition | Médaille d'or, monde        | Médaille d'argent, monde   | Médaille de bronze, monde  |
| 1996    | Marion Posch                | Marcella Boerma            | Sondra van Ert             |
| 1997    | Dagmar Mair unter der Eggen | Karine Ruby                | Marine Birkl               |
| 1999    | Marion Posch                | Isabelle Blanc             | Sandra Farmand             |
| 2001    | Karine Ruby                 | Isabelle Blanc             | Carmen Ranigler            |
| 2003    | Isabelle Blanc              | Karine Ruby                | Sara Fischer               |
| 2005    | Daniela Meuli               | Heidi Neururer             | Doresia Krings             |
| 2007    | Heidi Neururer              | Marion Kreiner             | Doresia Krings             |
| 2009    | Fränzi Mägert-Kohli         | Doris Günther              | Ekaterina Tudegesheva      |
| 2011    | Hilde-Katrine Engeli        | Nicolien Sauerbreij        | Claudia Riegler            |
| 2013    | Ekaterina Tudegesheva       | Patrizia Kummer            | Amelie Kober               |
| 2015    | Ester Ledecka               | Julia Dujmovits            | Marion Kreiner             |
| 2017    | Daniela Ulbing              | Ester Ledecká              | Alena Zavarzina            |
| 2019    | Julie Zogg                  | Annamari Dancha            | Ramona Theresia Hofmeister |
| 2021    | Sofia Nadyrshina (FRS)      | Ramona Theresia Hofmeister | Selina Jörg                |
| 2023    | Julie Zogg                  | Ladina Jenny               | Sabine Schöffmann          |

#### Mixte
| Édition | Médaille d'or, monde                  | Médaille d'argent, monde                           | Médaille de bronze, monde             |
| 2023    | Italie II- Aaron March - Nadya Ochner | Autriche I- Andreas Prommegger - Sabine Schöffmann | Suisse I- Julie Zogg - Dario Caviezel |

### Snowboardcross

#### Hommes
| Édition | Médaille d'or, monde | Médaille d'argent, monde | Médaille de bronze, monde |
| 1997    | Helmut Pramstaller   | Klaus Sammer             | Jakob Bergstedt           |
| 1999    | Henrik Jansson       | Magnus Sterner           | Zeke Steggall             |
| 2001    | Guillaume Nantermod  | Markus Ebner             | Alexander Maier           |
| 2003    | Xavier de Le Rue     | Seth Wescott             | Drew Neilson              |
| 2005    | Seth Wescott         | François Boivin          | Jayson Hale               |
| 2007    | Xavier de Le Rue     | Seth Wescott             | Nate Holland              |
| 2009    | Markus Schairer      | Xavier de Le Rue         | Nick Baumgartner          |
| 2011    | Alex Pullin          | Seth Wescott             | Nate Holland              |
| 2013    | Alex Pullin          | Markus Schairer          | Stian Sivertzen           |
| 2015    | Luca Matteotti       | Kevin Hill               | Nick Baumgartner          |
| 2017    | Pierre Vaultier      | Lucas Eguibar            | Alex Pullin               |
| 2019    | Mick Dierdorff       | Hanno Douschan           | Emanuel Perathoner        |
| 2021    | Lucas Eguibar        | Alessandro Hämmerle      | Éliot Grondin             |
| 2023    | Jakob Dusek          | Martin Nörl              | Omar Visintin             |

| Édition | Médaille d'or, monde                         | Médaille d'argent, monde                  | Médaille de bronze, monde                 |
| 2017    | États-Unis- Hagen Kearney - Nick Baumgartner | Espagne- Regino Hernández - Lucas Eguibar | Canada- Kevin Hill - Christopher Robanske |

#### Femmes
| Édition | Médaille d'or, monde | Médaille d'argent, monde | Médaille de bronze, monde  |
| 1997    | Karine Ruby          | Manuela Riegler          | Maria Kirschgasser-Pichler |
| 1999    | Julie Pomagalski     | Maria Tikhvinskaja       | Olivia Guerry              |
| 2001    | Karine Ruby          | Emmanuelle Duboc         | Dominique Vallée           |
| 2003    | Karine Ruby          | Ursula Fingerlos         | Victoria Wicky             |
| 2005    | Lindsey Jacobellis   | Karine Ruby              | Maelle Ricker              |
| 2007    | Lindsey Jacobellis   | Sandra Frei              | Helene Olafsen             |
| 2009    | Helene Olafsen       | Olivia Nobs              | Mellie Francon             |
| 2011    | Lindsey Jacobellis   | Nelly Moenne-Loccoz      | Dominique Maltais          |
| 2013    | Maelle Ricker        | Dominique Maltais        | Helene Olafsen             |
| 2015    | Lindsey Jacobellis   | Nelly Moenne-Loccoz      | Michela Moioli             |
| 2017    | Lindsey Jacobellis   | Chloé Trespeuch          | Michela Moioli             |
| 2019    | Eva Samková          | Charlotte Bankes         | Michela Moioli             |
| 2021    | Charlotte Bankes     | Michela Moioli           | Eva Samková                |
| 2023    | Eva Samková          | Josie Baff               | Lindsey Jacobellis         |

| Édition | Médaille d'or, monde                          | Médaille d'argent, monde               | Médaille de bronze, monde                    |
| 2017    | France- Nelly Moenne-Loccoz - Chloé Trespeuch | France- Manon Petit - Charlotte Bankes | États-Unis- Lindsey Jacobellis - Faye Gulini |

#### Mixte
| Édition | Médaille d'or, monde                                 | Médaille d'argent, monde                   | Médaille de bronze, monde                                   |
| 2019    | États-Unis- Mick Dierdorff (en) - Lindsey Jacobellis | Italie- Omar Visintin - Michela Moioli     | Allemagne- Paul Berg - Hanna Ihedioha (en)                  |
| 2021    | Australie- Jarryd Hughes - Belle Brockhoff           | Italie- Lorenzo Sommariva - Michela Moioli | France- Léo Le Blé Jaques - Julia Pereira de Sousa Mabileau |
| 2023    | Royaume-Uni I- Huw Nightingale - Charlotte Bankes    | Autriche I- Jakob Dusek - Pia Zerkhold     | France I- Merlin Surget - Chloé Trespeuch                   |

### Freestyle (Park & Pipe)

#### Hommes
| Édition | Médaille d'or, monde | Médaille d'argent, monde | Médaille de bronze, monde |
| 1996    | Ross Powers          | Lael Gregory             | Rob Kingwill              |
| 1997    | Fabien Rohrer        | Markus Hurme             | Roger Hjelmstadstuen      |
| 1999    | Rik Bower            | Fredrik Sterner          | Timo Aho                  |
| 2001    | Kim Christiansen     | Daniel Franck            | Markus Hurme              |
| 2003    | Markus Keller        | Markus Karlsson          | Steven Fisher             |
| 2005    | Antti Autti          | Justin Lamoureux         | Kim Christiansen          |
| 2007    | Mathieu Crepel       | Kazuhiro Kokubo          | Brad Martin               |
| 2009    | Ryoh Aono            | Jeff Batchelor           | Mathieu Crepel            |
| 2011    | Nathan Johnstone     | Iouri Podladtchikov      | Markus Malin              |
| 2013    | Iouri Podladtchikov  | Taku Hiraoka             | Markus Malin              |
| 2015    | Scotty James         | Zhang Yiwei              | Tim-Kevin Ravnjak         |
| 2017    | Scotty James         | Iouri Podladtchikov      | Patrick Burgener          |
| 2019    | Scotty James         | Yūto Totsuka             | Patrick Burgener          |
| 2021    | Yūto Totsuka         | Scotty James             | Jan Scherrer              |
| 2023    | Lee Chae-un          | Valentino Guseli         | Jan Scherrer              |

| Édition | Médaille d'or, monde                                              | Médaille d'argent, monde                                          | Médaille de bronze, monde                                         |
| 2003    | Risto Mattila                                                     | Simon Ax                                                          | Antti Autti                                                       |
| 2005    | Antti Autti                                                       | Matevz Petek                                                      | Andreas Jakobsson                                                 |
| 2007    | Mathieu Crepel                                                    | Antti Autti                                                       | Janne Korpi                                                       |
| 2009    | Markku Koski                                                      | Seppe Smits                                                       | Stefan Gimpl                                                      |
| 2011    | Petja Piiroinen                                                   | Seppe Smits                                                       | Rocco van Straten                                                 |
| 2013    | Roope Tonteri                                                     | Niklas Mattsson                                                   | Seppe Smits                                                       |
| 2015    | Roope Tonteri                                                     | Darcy Sharpe                                                      | Kyle Mack                                                         |
| 2017    | Staale Sandbech                                                   | Chris Corning                                                     | Marcus Kleveland                                                  |
| 2019    | Épreuve annulée en raison de mauvaises conditions météorologiques | Épreuve annulée en raison de mauvaises conditions météorologiques | Épreuve annulée en raison de mauvaises conditions météorologiques |
| 2021    | Mark McMorris                                                     | Max Parrot                                                        | Marcus Kleveland                                                  |
| 2023    | Taiga Hasegawa                                                    | Mons Røisland                                                     | Nicolas Huber                                                     |

| Édition | Médaille d'or, monde | Médaille d'argent, monde | Médaille de bronze, monde |
| 2011    | Seppe Smits          | Niklas Mattsson          | Ville Paumola             |
| 2013    | Roope Tonteri        | Mark McMorris            | Janne Korpi               |
| 2015    | Ryan Stassel         | Roope Tonteri            | Kyle Mack                 |
| 2017    | Seppe Smits          | Nicolas Huber            | Chris Corning             |
| 2019    | Chris Corning        | Mark McMorris            | Judd Henkes               |
| 2021    | Marcus Kleveland     | Sébastien Toutant        | Rene Rinnekangas          |
| 2023    | Marcus Kleveland     | Ryoma Kimata             | Chris Corning             |

#### Femmes
| Édition | Médaille d'or, monde  | Médaille d'argent, monde | Médaille de bronze, monde |
| 1996    | Carolien van Kilsdonk | Annemarie Uliasz         | Cammy Potter              |
| 1997    | Anita Schwaller       | Christel Thoresen        | Sabine Wehr-Hasler        |
| 1999    | Kim Stacey            | Doriane Vidal            | Anna Hellman              |
| 2001    | Doriane Vidal         | Stine Kjeldaas           | Sari Grönholm             |
| 2003    | Doriane Vidal         | Nicola Pederzolli        | Fabienne Reuteler         |
| 2005    | Doriane Vidal         | Manuela Laura Pesko      | Hannah Teter              |
| 2007    | Manuela Laura Pesko   | Soko Yamaoka             | Paulina Ligocka           |
| 2009    | Jiayu Liu             | Holly Crawford           | Paulina Ligocka           |
| 2011    | Holly Crawford        | Ursina Haller            | Liu Jiayu                 |
| 2013    | Arielle Gold          | Holly Crawford           | Sophie Rodriguez          |
| 2015    | Cai Xuetong           | Queralt Castellet        | Clémence Grimal           |
| 2017    | Cai Xuetong           | Haruna Matsumoto         | Clémence Grimal           |
| 2019    | Chloe Kim             | Cai Xuetong              | Maddie Mastro             |
| 2021    | Chloe Kim             | Maddie Mastro            | Queralt Castellet         |
| 2023    | Cai Xuetong           | Elizabeth Hosking        | Mitsuki Ono               |

| Édition | Médaille d'or, monde                                              | Médaille d'argent, monde                                          | Médaille de bronze, monde                                         |
| 2015    | Elena Koenz                                                       | Merika Enne                                                       | Sina Candrian                                                     |
| 2017    | Anna Gasser                                                       | Enni Rukajarvi                                                    | Silje Norendal                                                    |
| 2019    | Épreuve annulée en raison de mauvaises conditions météorologiques | Épreuve annulée en raison de mauvaises conditions météorologiques | Épreuve annulée en raison de mauvaises conditions météorologiques |
| 2021    | Laurie Blouin                                                     | Zoi Sadowski-Synnott                                              | Miyabi Onitsuka                                                   |
| 2023    | Anna Gasser                                                       | Miyabi Onitsuka                                                   | Tess Coady                                                        |

| Édition | Médaille d'or, monde | Médaille d'argent, monde | Médaille de bronze, monde |
| 2011    | Enni Rukajarvi       | Sarka Pancochova         | Shelly Gotlieb            |
| 2013    | Spencer O'Brien      | Sina Candrian            | Torah Bright              |
| 2015    | Miyabi Onitsuka      | Anna Gasser              | Klaudia Medlová           |
| 2017    | Laurie Blouin        | Zoi Sadowski-Synnott     | Miyabi Onitsuka           |
| 2019    | Zoi Sadowski-Synnott | Silje Norendal           | Jamie Anderson            |
| 2021    | Zoi Sadowski-Synnott | Jamie Anderson           | Tess Coady                |
| 2023    | Mia Brookes          | Zoi Sadowski-Synnott     | Miyabi Onitsuka           |

## Tableau des médailles
| Rang  | Nation             | Or  | Argent | Bronze | Total |
| ----- | ------------------ | --- | ------ | ------ | ----- |
| 1     | France             | 20  | 22     | 11     | 53    |
| 2     | États-Unis         | 20  | 13     | 24     | 57    |
| 3     | Autriche           | 19  | 24     | 21     | 64    |
| 4     | Suisse             | 15  | 17     | 15     | 47    |
| 5     | Canada             | 9   | 11     | 9      | 29    |
| 6     | Italie             | 9   | 9      | 11     | 29    |
| 7     | Finlande           | 9   | 5      | 10     | 24    |
| 8     | Australie          | 8   | 5      | 5      | 18    |
| 9     | Allemagne          | 6   | 6      | 12     | 24    |
| 10    | Norvège            | 6   | 5      | 8      | 19    |
| 11    | Russie             | 6   | 5      | 5      | 16    |
| 12    | Japon              | 5   | 7      | 5      | 12    |
| 13    | Chine              | 4   | 2      | 1      | 7     |
| -     | République tchèque | 4   | 2      | 1      | 7     |
| 15    | Slovénie           | 3   | 5      | 4      | 12    |
| 16    | Royaume-Uni        | 3   | 1      | 0      | 4     |
| 17    | Suède              | 2   | 7      | 6      | 15    |
| 18    | Nouvelle-Zélande   | 2   | 3      | 1      | 6     |
| 19    | Belgique           | 2   | 2      | 1      | 5     |
| 20    | FRS                | 2   | 1      | 2      | 5     |
| 21    | Espagne            | 1   | 3      | 1      | 5     |
| 22    | Pays-Bas           | 1   | 2      | 1      | 4     |
| 23    | Pologne            | 1   | 0      | 3      | 4     |
| 24    | Corée du Sud       | 1   | 0      | 0      | 1     |
| 25    | Ukraine            | 0   | 1      | 0      | 1     |
| 26    | Slovaquie          | 0   | 0      | 1      | 1     |
| TOTAL | TOTAL              | 158 | 158    | 158    | 474   |

## Athlètes multi-titrés
Les tableaux ci-après détaillent les participants multi-médaillés lors des championnats du monde de snowboard :
| Rang | Athlète            | Or | Argent | Bronze | Total |
| ---- | ------------------ | -- | ------ | ------ | ----- |
| 1    | Benjamin Karl      | 5  | 2      | 1      | 8     |
| 2    | Jasey Jay Anderson | 4  | 0      | 0      | 4     |
| 3    | Andreas Prommegger | 3  | 2      | 0      | 5     |
| 4    | Scotty James       | 3  | 1      | 0      | 4     |
| 4    | Roope Tonteri      | 3  | 1      | 0      | 4     |
| 6    | Dmitry Loginov     | 3  | 0      | 1      | 4     |
| 7    | Seppe Smits        | 2  | 2      | 1      | 5     |
| 8    | Nicolas Huet       | 2  | 1      | 2      | 5     |
| 9    | Antti Autti        | 2  | 1      | 1      | 4     |
| 10   | Xavier de Le Rue   | 2  | 1      | 0      | 3     |

| Rang | Athlète               | Or | Argent | Bronze | Total |
| ---- | --------------------- | -- | ------ | ------ | ----- |
| 1    | Karine Ruby           | 6  | 4      | 0      | 10    |
| 2    | Lindsey Jacobellis    | 6  | 0      | 2      | 8     |
| 3    | Doriane Vidal         | 3  | 1      | 0      | 4     |
| 3    | Cai Xuetong           | 3  | 1      | 0      | 4     |
| 5    | Isabelle Blanc        | 2  | 3      | 0      | 5     |
| 5    | Zoi Sadowski-Synnott  | 2  | 3      | 0      | 5     |
| 7    | / Charlotte Bankes    | 2  | 2      | 0      | 4     |
| 8    | Ester Ledecká         | 2  | 1      | 0      | 3     |
| 8    | Anna Gasser           | 2  | 1      | 0      | 3     |
| 10   | Ekaterina Tudegesheva | 2  | 0      | 2      | 4     |